# ディスカウントジャパン運動
ディスカウントジャパン運動（ディスカウントジャパンうんどう、朝: 디스카운트 재팬）とは、韓国による国際社会における日本の価値や評判を下げて、日本の地位失墜をめざす運動のこと。2005年に韓国のインターネット運動組織であるVANKが宣言して以降、様々な運動が実施されている。ジャパン・ディスカウントとも呼称される。鈴置高史は、この運動を「世界を舞台に日本を貶めて快哉を叫ぶ韓国の国民的運動」と定義し、「卑日」という言葉で表現している。
鈴置は反日との違いは、反日が「日本に譲歩をさせて何かを得る」ことを目的であり終着点であるのに対して、この運動は「日本を貶める、卑しめる」ことを目的とし、日本が誠実な対応をしても、「日本の存在」そのものが攻撃対象のために終わりがないと説明している。

## 概要

### VANK
2005年3月25日、韓国政府が後援する民間組織 (VANK) が、「日本の歴史歪曲や竹島領有権主張は、単に韓国と日本両国の問題ではなく、世界の平和に深刻な脅威になることがあるという点を全世界に知らせる」ことを目的とし、国際社会における日本の価値や評判を下げて、日本の地位失墜をめざす『ディスカウント・ジャパン運動』を提唱した。VANKのパク・ギテ団長は「アジア各国と米国人の感情を引き出し、『米国真珠湾襲撃』『南京大虐殺』『フィリピン捕虜虐殺』を入れた動画を製作、英文ウェブサイトに掲載して米国とアジア各国に広報して、日本を世界から孤立させる『過去の歴史包囲網（과거사 포위망）』を構築する」「この왕따(いじめ)プログラムは日本国民がアジアと世界に向けて堂々と立てられるように助けるために推進する」と宣言している。

### 日本でのオリンピック招致妨害工作
2020年の夏季オリンピックの開催地の決定に向けて日本が候補となった際に、韓国ではディスカウントジャパンとして「放射能がいっぱいで、危ない国・日本」のキャンペーンが行われた。
開催地決定直前の2013年9月6日、韓国政府は福島第一原子力発電所の汚染水問題を理由に青森県、岩手県、宮城県、福島県、茨城県、栃木県、群馬県、千葉県で漁獲された水産物を全面輸入禁止にすると発表した。その時期から日本でのオリンピック招致を妨害しようとする工作であり、日本が落選するためのネガティブキャンペーンの一環であるとの見方がなされた。

### 慰安婦問題
第二次世界大戦中の日本軍の慰安婦・慰安所制度について、性奴隷制度であったとする慰安婦の碑、慰安婦像の世界各地での建立運動など積極的な非難活動を行っている。韓国メディアの東亜日報によれば、日本に恥をかかせるため、世界に広める運動を行っているとしている。

#### アングレーム国際漫画祭での慰安婦関連作品の展示
2013年、韓国政府は、日本の慰安婦問題を世界に流布させるためにフランスのアングレーム国際漫画祭に慰安婦を描いた漫画を出品させる計画をすすめ、2014年1月に開幕した漫画祭では韓国館の大半を使用して、日本軍の従軍慰安婦に関する漫画、アニメが展示された。韓国女性家族相の趙允旋は、「ホロコースト（ユダヤ人大虐殺）は多くの人が知っているが、従軍慰安婦は世界にあまり知られていない」と述べ、この問題が世界で知られることを望むと会見で述べた。
2014年2月3日、菅義偉内閣官房長官は「文化交流や友好促進など（開催）趣旨にそぐわない」と韓国政府を批判した。

### 旭日旗を「戦犯旗」と呼称
2012年頃から日本国の旭日旗を「戦犯旗」という造語を用いて国際社会から追放することを推進している。2018年に韓国で開催された国際観艦式に招待された海上自衛隊は、旭日旗を自衛艦旗としているため、韓国側から自衛艦旗を降ろして参加することを要請。日本がこれを拒否すると、誠信女子大教授の徐敬徳は「日本はドイツとは違い、戦後、誠意を込めた謝罪どころか、戦犯旗を海上自衛隊の旗としてまた使用するなど破廉恥な行動を続けてきた」「ドイツは戦後、ナチスの旗の使用を法でも禁止したのに対し、日本は敗戦後しばらく使用しなかったが、また戦犯旗を復活させた。帝国主義思想を捨てられなかったという証拠」という内容のメールを世界45か国の海軍に送付し、「韓国側の要求を無視して日本海上自衛隊が戦犯旗を付ければ、世界の主要メディアにこうした事実を知らせ、『国際的な恥』をかかせる計画」と中央日報のインタビューに応じた。

## 関連文献
- 鈴置高史『中国に立ち向かう日本、つき従う韓国』日経BP社(出版) 日経BPマーケティング(発売)、2013年2月25日。ISBN 978-4-8222-7414-6。
- 鈴置高史『中国という蟻地獄に落ちた韓国』日経BP社(出版) 日経BPマーケティング(発売)、2013年11月25日。ISBN 978-4-8222-7436-8。
- 鈴置高史『「踏み絵」迫る米国 「逆切れ」する韓国』日経BP社(出版) 日経BPマーケティング(発売)、2014年4月22日。ISBN 978-4-8222-7782-6。
- 室谷克実『悪韓論』新潮社〈新潮新書 516〉、2013年4月17日。ISBN 978-4-10-610516-6。
- 室谷克実『呆韓論』産経新聞出版、2013年12月5日。ISBN 978-4-8191-1235-2。